# GNOME Foundation
GNOME Foundation（グノーム・ファウンデーション）はGNOMEプロジェクトを運営している非営利団体で、マサチューセッツ州ケンブリッジに本拠地がある。まれにGNOME財団と表記されることもある。

## 目的
GNOMEプロジェクトの推進を目的としており、それによって完全な自由ソフトウェアからなる汎用のコンピューティングプラットフォームの創造を目指している。
そのため、GNOME のリリースのための調整役を担い、どれがGNOMEの一部となっているプロジェクトなのかを決定している。GNOMEプロジェクトの広報の役目も果たしており、報道関係者やGNOMEソフトウェアに興味を持った各種組織への対応を行っている。また、GNOMEソフトウェアに関する教育資料や文書の作成も行っている。さらにGNOMEに関する国際会議（GUADEC や Boston Summit）を主催し、他の国際会議にもGNOME代表として参加し、プロジェクトのための規格策定を助け、GNOMEソフトウェアの開発と利用の推進を行っている。

## 運営
2008年7月現在の代表は Stormy Peters である。

## 評議委員会
評議委員会の委員は GNOME Foundation Election Committee により毎年選ばれている。
2008年1月からの現在の委員は、Brian Cameron、Behdad Esfahbod、John Palmieri、Lucas Rocha、Vincent Untz、Luis Villa、Jeff Waugh である。

### 著名な元委員
- ナット・フリードマン (2001–2003) - Ximian共同創設者
- ミゲル・デ・イカザ (2000–2002) - Ximian共同創設者
- Jim Gettys (2000–2002) - X Window System の古参開発者の一人
- Havoc Pennington (2000–2001) - freedesktop.orgの創設者

## 会員資格
GNOMEプロジェクトへのコントリビュータは全て会員資格を有する。会員は評議委員会に立候補でき、評議委員の選挙に票を投じることができる（あるいは、会員全員による投票を呼びかけることもできる）。

## 諮問委員会
諮問委員会は、GNOMEプロジェクトおよび評議委員会と密接に対話したい企業や組織から構成される。諮問委員会に参加するには、年間5千ドルから1万ドルの会費を支払うか、非営利団体として招待される必要がある。
2008年現在、諮問委員会には、Canonical Ltd、Debian、IBM、Mozilla Foundation、ノキア、ノベル、レッドハット、サン・マイクロシステムズが参加している。